# 国鉄タム1形貨車
国鉄タム1形貨車（こくてつタム1がたかしゃ）は、かつて日本国有鉄道（国鉄）およびその前身である鉄道省等に在籍した私有貨車（タンク車）である。

本形式と同一の専用種別のタム100形についても本項目で解説する。

## タム1形
タム1形は、1928年（昭和3年）の車両称号規程改正により、1922年（大正11年）から1925年（大正14年）にかけて新潟鐵工所にて製造されたア2400形20両（ア2400 - ア2419→タム1 - タム19）および1925年（大正14年）に新潟鐵工所にて製造されたア2430形（2代）2両（ア2430, ア2431→タム21, タム22）の合計22両（タム1 - タム22）を改番し誕生した形式である。改番以降の1949年（昭和24年）5月6日に、タ1形の戦災復旧車1両（タム23）が落成した。荷重は14 tである。
車両称号規程改正時点での所有者は旭石油、ライジングサン石油の2社であり、その常備駅は旭石油所有車が徳山駅、石油駅、安治川口駅、ライジングサン石油所有車が石油駅であった。
車体色は黒色、寸法関係は一例として全長は7,277mm、全幅は2,375mm、全高は3,531mm、軸距は3,353mm、実容積は17.8m3、自重は8.2t - 9.0t、換算両数は積車2.0、空車1.0、走り装置は（一段）リンク式の二軸車で、最高運転速度は65km/hであった。
1968年（昭和43年）9月30日に最後まで在籍した8両（タム2, タム3, タム6 - タム8、タム19, タム20, タム23）が廃車となり、同時に形式消滅となった。

## タム100形
タム100形は、1928年（昭和3年）の車両称号規程改正により、1923年（大正12年）に野江機械にて製造されたア2095形2両（ア2095 - ア2096→タム100 - タム101）を改番し誕生した形式である。
所有者は日本木煉瓦であり、その常備駅は常磐線貨物支線の隅田川駅であった。
寸法関係等詳細は不明である。
1929年（昭和4年）6月に廃車となり、同時に形式消滅となった。